# EMule MorphXT Mod
eMule MorphXT Mod，简称MorphXT、Morph或MXT，是基于官方eMule开发的一款自由开源的P2P文件共享软件。它是一个eMule Mod，遵循GNU GPL协议。
2003年1月23日开始开发的MorphXT是eMule的第一个Mod。它融合了España、EastShare等Mods的功能。基于MorphXT的Mod有MagicAngel、StulleMule、EastShare等。

## 历史
官方eMule的软件源码发布于2002年7月6日。此后仅半年，eMule就出现了它的第一个Mod。2003年1月23日，一名为Morpheus的用户发布了基于eMule 0.26b修改的Morph。之后该Mod先后更改其名称为MorphNext和MorphKad。并于2004年1月23日发布了基于eMule 0.41b29的新版v1.0，且更名为MorphXT并沿用至今。名称更改是由于Kademlia不是协议的最终名称、其之前的版本号混乱，也是为了庆祝程序员IceCream的回归和新官方页面的启用。“MorphXT”的“XT”也来自“extented”一词。
MorphXT 2.0至8.3版本的主要开发者是法国程序员SiRoB。2006年9月因法国出台DADVSI版权法规，开发P2P软件成为违法行为，于是SiRoB声明隐退。这之后MorphXT的更新间隔变长。另一主要开发者为荷兰程序员leuk_he，现在则由德国程序员Stulle主要开发。其他曾经或正在参与开发的还有AndCycle、Fafner、JackieKu、schnulli900等。
2008年6月，MorphXT在SourceForge上的下载数超过1000万。

## 功能
MorphXT融合了España、EastShare等Mods的功能。其主要功能有：
- 强力分享功能，提高上传文件优先级；高级上传带宽控制，强力并智能控制上传。
- 智能的目录管理和A4AF[6]。
- HideOS（隐藏过多分享段）、共享所需等。
- 独立于Windows服务的UPnP映射端口与Web界面。
- 图形用户界面（GUI）的加强，悬停在选项上能看到解释。
- 多用户Web界面。
- 许多小的实用功能。

MorphXT团队于v11.3之后使用了Git代替CVS管理源码。
MorphXT用的是自己的反吸血功能，未用Xtreme的DLP（动态反吸血驴保护）。